# Mikojan-Gurewitsch MiG-19
Die Mikojan-Gurewitsch MiG-19 (russisch Микоян-Гуревич МиГ-19, NATO-Codename: Farmer) ist ein einsitziges sowjetisches Militärflugzeug, das als Jagdflugzeug und Jagdbomber eingesetzt wird. Sie wird auch als Aufklärer eingesetzt. In China wurde der lizenzierte Nachbau Shenyang J-6 produziert, auch in einer zweisitzigen Trainer-Version (Shenyang FT-6).

## Beschreibung
Die Maschine ist eine Weiterentwicklung der MiG-17 und hatte als Neuheit zwei Triebwerke und stark gepfeilte Flügel für eine höhere Höchstgeschwindigkeit. Die MiG-19 war neben der F-100 eines der ersten in Serie gebauten Überschallflugzeuge der Welt und zugleich deren Gegenstück. Der Erstflug fand am 5. Januar 1954 statt. Am 3. Juli 1955 wurde sie auf der Tuschinoer Luftparade der Öffentlichkeit vorgestellt. Seit Produktionsbeginn im Jahre 1955 sind etwa 7000 Maschinen gebaut worden (großteils in Lizenz wie die Shenyang J-6 in China).
Eine der Hauptvarianten der MiG-19 war die Version PM mit dem Funkmessvisier RP-2U Isumrud 2. An die Stelle der Kanonen traten hier die ersten sowjetischen leitstrahlgelenkten Luft-Luft-Raketen vom Typ Kaliningrad K-5. Die Antenne des Übersichtskanals befand sich im oberen Teil des Lufteinlaufs, die Antenne des Zielkanals in einer Kegelverkleidung im Lufteinlauf. Die MiG-19PM flog in der UdSSR, der DDR, Polen und Ungarn, der chinesische Nachbau hieß F-6B (J-6Yi).
Die Luftstreitkräfte Ägyptens, Chinas, der DDR, Kubas, Nordvietnams, Nordkoreas, Pakistans und Polens setzten diese Maschinen ein. Zum Einsatz kam die MiG-19 beispielsweise im Vietnamkrieg. Anfang der 1960er-Jahre stellte die Sowjetunion die MiG-19 zugunsten der MiG-21 außer Dienst. In den restlichen europäischen Staaten erfolgte die Außerdienststellung bis 1970. In Nordkorea bleibt die MiG-19 weiter in Verwendung und wird unter anderem gegen Aufklärungsflugzeuge eingesetzt. Laut unbestätigten Berichten sollen in Nordkorea Upgrade-Programme für die MiG-19 (ähnlich wie die chinesische Q-5 Fantan, die eine stark modifizierte MiG-19 darstellt) laufen, die unter anderem die Bestückung mit modernen Luft-Luft- oder Luft-Boden-Raketen und den Einsatz moderner Avionik vorsehen.
Die einholmigen Tragflächen mit außenliegenden Querrudern verliehen der Maschine enorme Wendigkeit, ohne die damals gefürchtete Ruderumkehrwirkung zu erzeugen. Jedoch krankte das Flugzeug zeit seiner Verwendung an Abstürzen, die insbesondere auf die mangelhafte Kühlung der Triebwerkanlage bzw. des Einbauraumes zurückzuführen waren. Infolgedessen brachen Leitungen und explodierten Tanks – die Maschinen fingen Feuer und gingen verloren. Startverbote und drastische Einschränkungen bei der Ausnutzung des Leistungspotentials waren die Folge. Vor allem die weiterentwickelten Versionen MiG-19P und PM blieben häufig wegen eines defekten Radars am Boden.

## Entwicklung

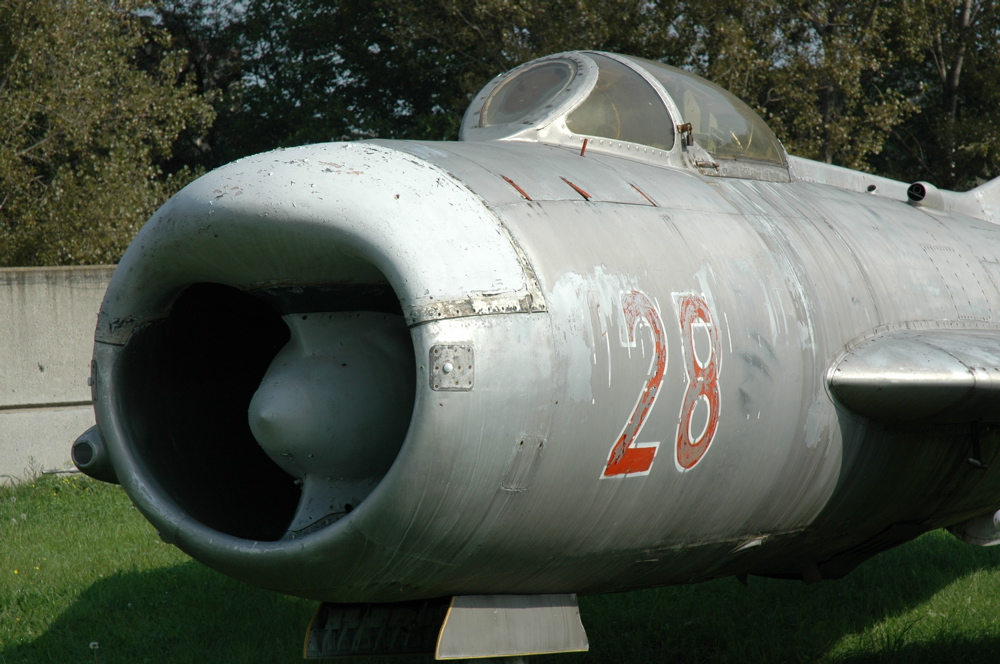
Bugansicht einer MiG-19PM

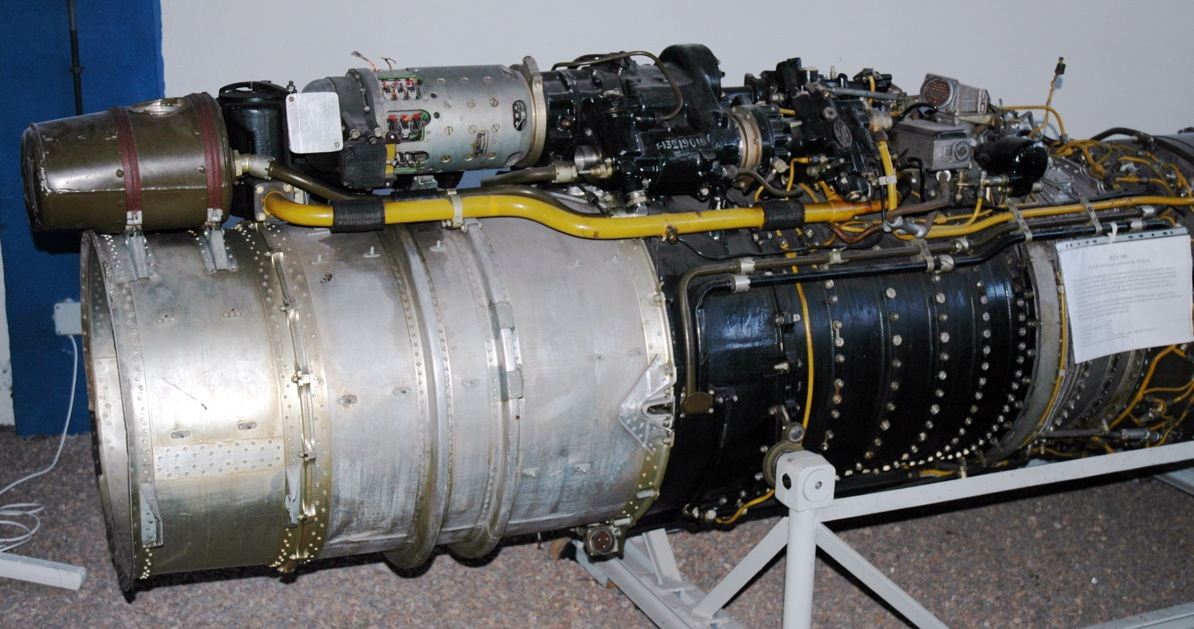
Tumanski RD-9B

Russische AFA 39 Luftbildkamera mit URAN Objektiv - 27; 2,5 / 10 cm; verwendet bei der MIG-19

Die Arbeiten an der späteren MiG-19 begannen Ende der 1940er-Jahre. Am 30. Juli 1950 fand unter Leitung Stalins im Kreml eine Sitzung der Chefkonstrukteure statt, deren Folge die Unterbreitung eines Forderungskataloges für ein neues Kampfflugzeug war. Entsprechend den Vorgaben sollte es sich um ein zweimotoriges Überschallflugzeug handeln. Als Triebwerke waren die neuen Mikulin AM-5 vorgesehen. Diese zeichneten sich gegenüber den WK-1F der MiG-17 durch ihren geringen Durchmesser ebenso aus wie durch den geringen Treibstoffverbrauch. Im OKB Mikojan wurde eine serienmäßige MiG-17 auf zwei AM-5-Triebwerke umgerüstet. Daraus resultierten Änderungen am Heck und den Lufteinläufen des Flugzeuges. Die Erprobung begann 1951 unter Grigori Sedow. Bald standen die verbesserten AM-5A-Turbinen zur Verfügung. Dennoch ergaben die Tests, dass die als SM-1 bezeichnete Maschine für die geforderten Flugleistungen untermotorisiert war. Der Typ wurde nach Schukowski bei Moskau überführt und das Flugzeug mit Nachbrennertriebwerken des Typs AM-5F ausgerüstet, die einen Trockenschub von 21,5 kN entwickelten. Der Nachbrenner erhöhte die Leistung auf 27,0 kN, doch auch das reichte nur für 1193 km/h und eine Steiggeschwindigkeit von 41 Meter pro Sekunde. Mit der Umrüstung auf die AM-5F wurde die Treibstoffkapazität erweitert und ein Container für den Bremsschirm am Heck der Maschine angebracht.
Der SM-1 (auch als I-340 bezeichnet) folgte die erheblich modifizierte SM-2, die von den Militärs vorerst als I-360 bezeichnet wurde. Sie hatte ein um 55 Grad gepfeiltes Tragwerk, ein T-Leitwerk und einen um 1,60 m verlängerten Rumpf. Diese Veränderungen erhöhten die Leermasse auf 6820 kg. Besonderes Augenmerk verlangte das Tragwerk, da es bei dem geplanten Leistungsspektrum der SM-2 leicht zur Torsion des Flügelkastens und zur gefährlichen Querruderumkehr kommen konnte. Dieses Problem wurde in Zusammenarbeit mit dem ZAGI gelöst, im Gegensatz zur US-amerikanischen F-100 wurden außenliegende Querruder eingebaut. Diese ermöglichten nicht nur die Verwendung großer Landeklappen des Fowlertyps, sondern garantierten auch eine hohe Wendigkeit. Allerdings zeigte die MiG-19 ein nicht zu vernachlässigendes negatives Wendemoment. Die Flugerprobung der SM-2 begann am 24. Mai 1952. Erst nach dem Einbau der AM-5F-Triebwerke wurde die Schallmauer durchbrochen. Der Typ erreichte im Horizontalflug Mach 1,19. Als Bewaffnung wurden zwei N-37D-Kanonen vorgesehen. Der SM-2 folgte die SM-2/2, die sich nur in einigen Details unterschied. Insbesondere war das die Möglichkeit zur Mitnahme zweier 760-Liter-Zusatztanks unter den Tragflächen sowie die Mündungsfeuerdämpfer der Kanonen. Während der Erprobung zeigte sich, dass das Leitwerk nicht optimal ausgelegt war. Dadurch kam es beinahe zum Verlust einer SM-2. Die Entwickler verlegten daraufhin das Höhenleitwerk zurück an den Rumpf und vergrößerten die Ruderflächen. Das so entstandene Flugzeug erhielt die Bezeichnung SM-2A. Nach weiteren Veränderungen an den Grenzschichtzäunen entstand die SM-2B. Parallel zu den Arbeiten an der SM-2 wurde das Projekt M verfolgt, das auch als I-350 bekannt wurde.
Die SM-2B sollte zur Serienfertigung vorbereitet werden. Die Militärs verlangten jedoch bei den Abnahmetests eine Reihe von Veränderungen. So wurde das neue Triebwerk Tumanski RD-9 (ursprünglich bis 1956 als Mikulin AM-9 bezeichnet) eingebaut. Es lieferte mehr Schub, benötigte aber eine bessere Kühlung, die sich in drei Lufteinläufen am Heck niederschlug. Die nun als SM-9/1 bezeichnete Maschine flog am 5. Januar 1954 zum ersten Mal und erreichte beim zweiten Testflug die Überschallgeschwindigkeit. Die Bewaffnung wurde grundlegend geändert: Anstelle der zwei 37-mm-Kanonen wurden zwei 23-mm-Kanonen des Typs NR-23 in die Flügelwurzeln eingebaut und unter dem rechten Rumpfbug wurde eine N-37D installiert. Des Weiteren konnte die SM-9/1 je einen 760-Liter-Zusatztank an einem BD-3-56-Pylon aufnehmen. Die SM-9/2 erhielt einen verlängerten Rumpfbug, der das problematische Starten der Triebwerke verbessern sollte. In die Serienproduktion überführten die Entwickler eine Mischung aus SM-9/1 und SM-9/2. Der Bug stammte von der 9/2, während das Heck von der 9/1 übernommen wurde. Diese Konstruktion wurde im Werk als Flugzeug 25, bei den Luftstreitkräften offiziell als MiG-19 bezeichnet.

## Serienproduktion

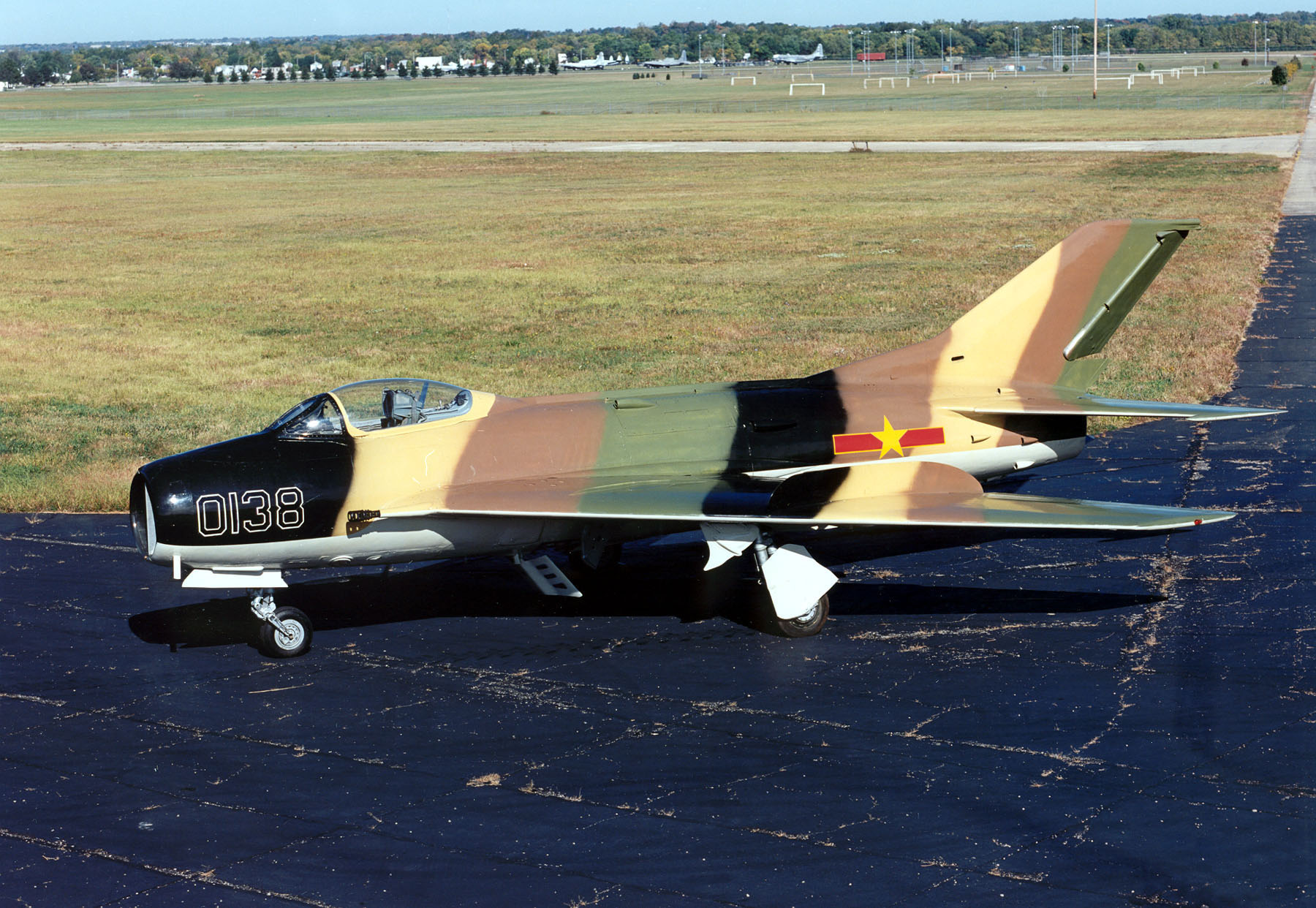
MiG-19S als Evaluierungsflugzeugmuster der USAF

Die Produktion verteilte sich auf die Werke GAS-21 (staatliches Flugzeugwerk; russ. gosudarstwenij awiazonij sawod) in Gorki und GAS-153 in Nowosibirsk, welche aber nur wenige MiG-19 auslieferten. Dennoch wurde die MiG-19 mit Beschluss des Ministers für Flugzeugindustrie vom 17. Februar 1954 zum ersten in Serie gefertigten Überschalljäger der Welt. Es zeigten sich jedoch einige Nachteile: Die MiG-19 war nicht so pilotenfreundlich wie ihre Vorgänger MiG-15 und MiG-17. Bei hohen Geschwindigkeiten, insbesondere im Überschallflug, ließ die Stabilität um die Querachse zu wünschen übrig. Zusätzlich gab es Probleme beim Starten der Triebwerke und bei deren Zuverlässigkeit. Besonders schwer wog die Tatsache, dass einige MiG-19 ohne erkennbaren Grund explodierten. Die Ursache lag in der unzureichenden Kühlung der Triebwerke. Diese erhitzten die Trennschotts zum Tank so stark, dass dieser explodierte. Man versuchte dem durch zusätzliche Kühlung entgegenzuwirken. Damit konnte das Problem allerdings nicht beseitigt, sondern nur gelindert werden. Ein weiterer Risikofaktor waren die in der Nähe der Triebwerke gelegenen Hydraulikleitungen, die eine enorme Materialermüdung aufwiesen und mehrere Abstürze verursachten. Alle diese Mängel führten zu Einschränkungen im Betrieb. Dennoch erreichte die MiG-19 im Vergleich zu zeitgenössischen westlichen Jägern gute Werte: Sie war rund 30 Prozent leichter als die F-100, stieg mit 151 m/s auf 10.000 m Höhe (F-100: 44 m/s) und flog im Horizontalflug rund 200 km/h schneller. Hinzu kam eine hohe Wendigkeit. Im Bug befand sich der Funkentfernungsmesser SRD-1, bei späteren Versionen SRD-1M, der mit dem ASP-4N-Visier gekoppelt war.
Um die geringe Stabilität im Hochgeschwindigkeitsflug zu erhöhen, wurde beschlossen, das Leitwerk nochmals zu überarbeiten. Im Zuge der Studien entwickelten die sowjetischen Techniker die gleiche Lösung wie die US-Amerikaner bei der F-100. Das Höhenleitwerk wurde als Pendelruder ausgelegt und die Fläche des Seitenruders verkleinert, aber mit einer Trimmung ausgestattet. Aus dem Pendelruder (russ. stabilisator) leitet sich auch die Bezeichnung MiG-19S ab. Auch die elektronische Ausrüstung der MiG-19S, deren Werksbezeichnung Flugzeug 26 lautete, wurde verbessert. Der Funkentfernungsmesser wurde durch den Typ SRD-3 ersetzt, die Schießkamera AKS-3M durch die AKS-5. Später wurde die Freund-Feind-Kennanlage SRO-1 bzw. SRO-2 eingebaut. Das elektromechanische Zielvisier ASP-4 wurde über Zwischenstufen bis zum ASP-5N-V3 weiterentwickelt. Seine effektive Reichweite betrug rund 2000 m. Des Weiteren wurde die Motorisierung durch den Einbau der RD-9B-Triebwerke verstärkt. Die Reichweite betrug nun mit Zusatztanks 2200 km. Spätere MiG-19S erhielten Mündungsfeuerdämpfer und größere Schutzverkleidungen am Rumpf in Höhe der NR-23-Kanonen.

## Varianten

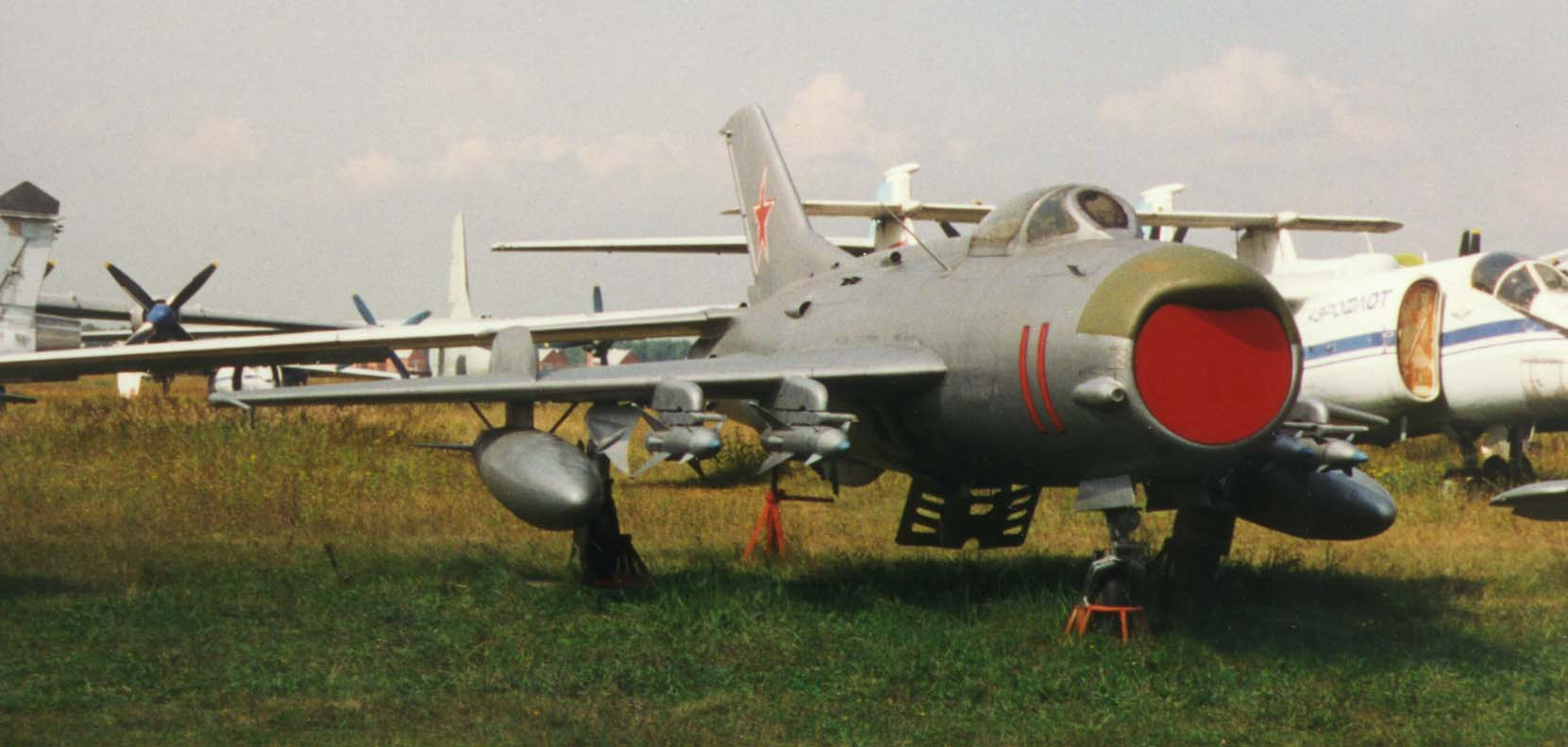
MiG-19PM

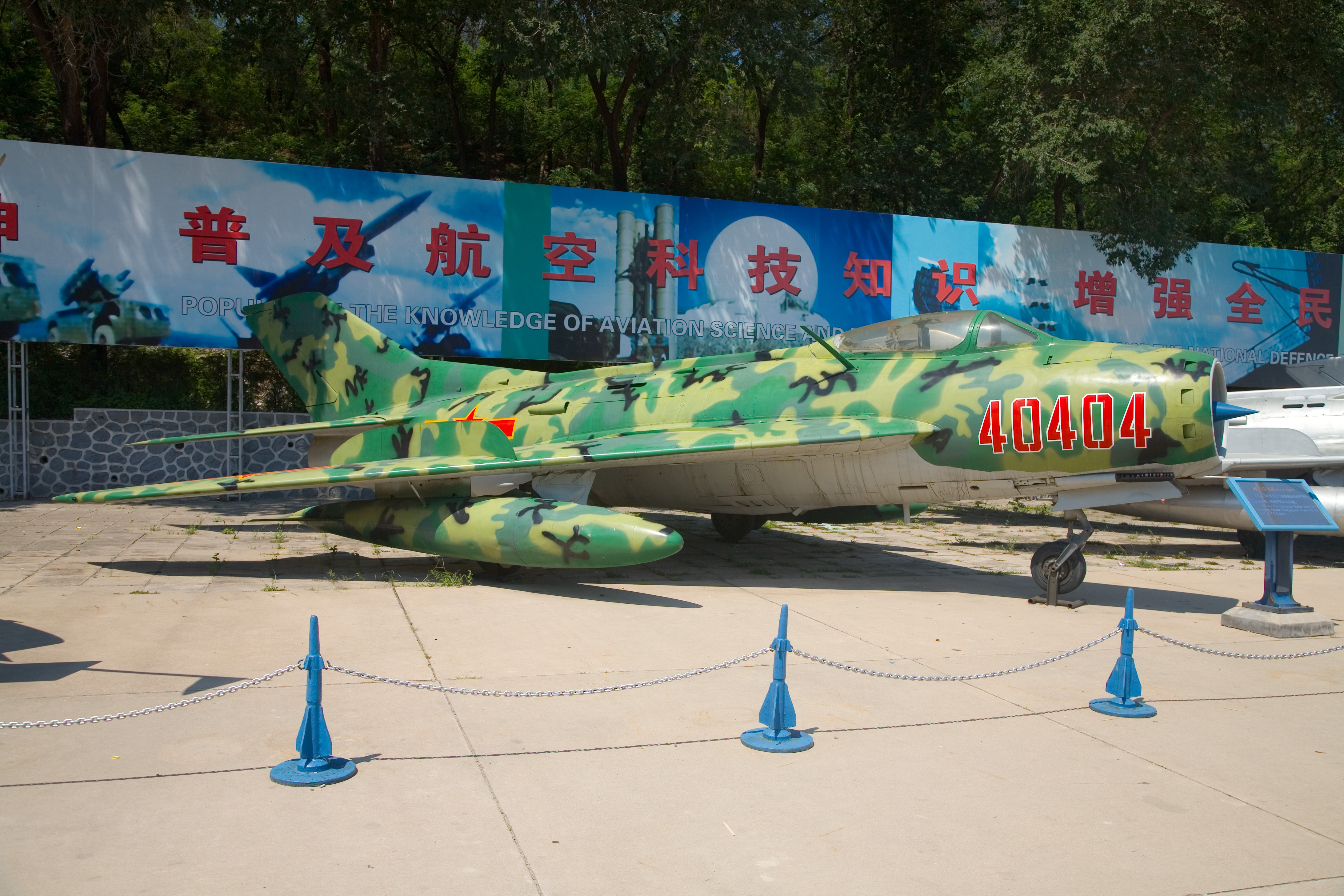
Shenyang J-6A

Bei der für spezielle Höheneinsätze insbesondere gegen US-Höhenaufklärer U-2 geplanten MiG-19SW (w=wysota, russ. высота, dt.: Höhe) entfielen die beiden Kanonen in den Flügelwurzeln und nur die NR-30 im Rumpf blieb erhalten. Die Konstrukteure verzichteten auf alles, was die Höhenleistung hätte mindern können. Sogar der Bremsschirm wurde eingespart. Dennoch war die Massereduzierung nicht ausreichend. Zusätzlich wurden die Triebwerke RD-9BF mit einem zusätzlichen Oxydatorsystem ausgestattet. Diese SM-9W erreichte am 6. Dezember 1956 die absolute Gipfelhöhe von 20.740 m und näherte sich damit der Einsatzhöhe der U-2. Dies wurde aber überflüssig, da der Nachfolger MiG-21F diese Höhe erreichte und nach dem U-2-Abschuss am 1. Mai 1960 durch Flugabwehrraketen diese Einsatzhöhe für Abfangjäger nicht mehr zwingend notwendig war. Die letzten MiG-19SW wurden mit Triebwerken RD-9BF-2 ausgeliefert. Im Zuge des militärpolitischen Wandels der Chruschtschow-Zeit und den sich ändernden strategischen Grundsätzen wurden keine Höhenjäger mehr gebaut. Die Generalität vertraute nun auf Boden-Luft-Raketen.
Zu den etwas außergewöhnlichen Varianten der MiG-19 gehört auch der „Schönwetteraufklärer“ MiG-19R, der mit einigen AFA-39-Kameras ausgerüstet war. Von diesem Muster wurden ebenso wenige produziert wie von der MiG-19SW.
Weit verbreitet waren die Versionen der MiG-19P. Die Grundversion sollte einen Allwetterabfangjäger mit Radar darstellen, der auch schwere US-amerikanische Bomber wie die B-29 abfangen konnte. Bei Mikojan erhielt das Projekt die Bezeichnung SM-7. Als größte Herausforderung erwies sich der Einbau des übergewichtigen RP-1-„Isumrud“-Radargerätes. Der Rumpf der SM-7/1 war um 3,6 Zentimeter länger als der der SM-9. Der SM-7/1 folgte die SM-7/2, die von verschiedenen Testpiloten geflogen wurde. Die Bewaffnung wurde auf die zwei NR-23 in den Flügelwurzeln begrenzt. Die Produktion im GAZ-21 begann 1955. Bei den Serienmaschinen wurden noch einige Veränderungen vorgenommen, die bei den Prototypen noch nicht eingearbeitet waren. Insbesondere wurde die Kühlung der Triebwerke durch andere Lufteinläufe am Heck verbessert. Das Heckwarnsystem Sirena-2 wurde nicht mit übernommen. Aufgrund der Veränderungen im Bug, die aus dem Einbau des Radars resultierten, wurde die Schießkamera AKS-3M an die Steuerbordseite verlagert und später durch den Typ S-13-100-OS ersetzt. Wie auch die anderen MiG-19 konnte die Version P einen Raketenwerfer ORO-57K unter jeder Tragfläche mitführen. Außerdem bestand weiterhin die Möglichkeit, Zusatztanks von 760 Litern mitzunehmen. Die meisten MiG-19P waren mit dem Radar RP-5 ausgerüstet, das mit dem Zielerfassungssystem ASP-5NM gekoppelt war.
Eine wenig verbreitete Version war die MiG-19PG, wobei das G das Gorizont-1-System kennzeichnet. Damit war es möglich, die MiG-19 direkt von einem Bodenleitstand an ihr Ziel zu führen.
Eine wesentliche Verbesserung brachte die MiG-19PM mit sich, die aus dem Projekt SM-7M hervorging. Sie konnte die Luft-Luft-Rakete RS-2U verwenden, die nach der Leitstrahlmethode ins Ziel gebracht wurde. Im Januar 1956 begannen die Tests in Schukowski. Die Rakete war lediglich gegen große unbewegliche Ziele einsetzbar. Ein wendiger Jäger konnte damit kaum abgeschossen werden. Diese Waffe bedurfte eines neuen Radars, das auf die Steuerung von Raketen optimiert war. Die Lösung fand sich in der Verwendung des Systems RP-2U, wobei U für Lenkung/Leitung steht (russ. управление – uprawlenije). Im Cockpit der MiG-19PM befand sich auf der Steuerbordseite der Bildschirm für das Radar, der mit einem Schutz gegen Sonneneinstrahlung versehen werden kann. Die notwendigen Informationen, beispielsweise die Entfernung zum Ziel, wurden dem Piloten mittels grüner und roter Lämpchen vermittelt. Sonstige Veränderungen wurden von der Version P übernommen, so auch die Position der Schießkamera. Aufgrund der starken Armierung mit vier Raketen wurde auf die artilleristischen Waffen der MiG-19P verzichtet. Die RS-2U konnten gegen Luft-Boden-Raketen des Typs ARS-160 und ARS-212M getauscht werden. Hierbei handelte es sich um rein ballistische Flugkörper. Im Gegensatz zu den exportierten MiG-19 besaßen die späteren sowjetischen Maschinen erneut die Sirena-2-Anlage. Insgesamt wurden rund 2.000 bis 2.500 Serienmaschinen produziert. Darunter befanden sich 250 MiG-19PM vom GAS-21, bevor die Fertigung 1957 auf die modernere MiG-21F-13 umgestellt wurde.

## Versuchsmuster
Die SM-10 stellte eine Version zur Luft-Luft-Betankung dar. Im Mai 1954 wurde per Beschluss festgelegt, die bereits mit der MiG-15 und MiG-17 durchgeführten Tests auf die MiG-19 auszuweiten. Zu diesem Zweck begann Mitte 1955 unter Komisarows Leitung die Entwicklung der SM-10. Sie sollte im Flug von einer Tu-16N mit dem Schlepptrichterverfahren betankt werden. Hierbei wurde von einer Geschwindigkeit von rund 500 km/h und einer Höhe von 9.000 bis 10.000 m ausgegangen. Die Tankanlage, deren Stutzen bei der SM-10 am äußeren Ende der linken Fläche positioniert wurde, transportierte bis zu 1000 Liter Treibstoff pro Minute vom Tanker in die SM-10. Die Betankung dauerte rund zehn Minuten. Die Tests verliefen erfolgreich und 1956 wurde das Flugzeug zur Truppenerprobung und Abnahmetests zum LII nach Schukowski überführt. Die taktische Doktrin, dass die SM-10 die Bomber der Fernfliegerkräfte geleiten sollten, war zu diesem Zeitpunkt bereits überholt. Die Generalität der Ära Chruschtschow sah es als erwiesen an, dass die Aufgabe der strategischen Bombenflugzeuge bald von ballistischen Interkontinentalraketen erfüllt würde. Deshalb wurde das Projekt SM-10 eingestellt.
Ähnlich erging es der SM-30. Mit ihr sollte das Problem von nach einem Erstschlag völlig zerstörten Flugplätzen umgangen und Jäger dort stationiert werden, wo keine Flugfelder zur Verfügung standen. Zu diesem Zweck sollte die SM-30 von einer um 30 Grad geneigten mobilen Startrampe gestartet werden. Die nötige Beschleunigung erhielt die Maschine durch die AM-5F-Triebwerke und zwei Startraketen des Typs PRD-22. Die Rampe wurde vom MiG-OKB konstruiert und auf einen modifizierten Sattelauflieger montiert, der von einem JaAZ-210D gezogen wurde. Auch am Flugzeug wurden Veränderungen vorgenommen. Diese betrafen überwiegend den unteren hinteren Rumpf. Die zentrale Kielflosse wurde durch zwei kleinere seitliche ersetzt, in der Mitte wurden die PRD-22-Raketen angebracht. Da von einem hohen Risiko für den Piloten ausgegangen wurde, erfolgten vorerst einige unbemannte Starts. Der Verlust der Prototypen wurde in Kauf genommen. Nach einigen erfolgreichen unbemannten vollführte Georgi Schijanow am 13. April 1957 den ersten bemannten Start. Er verlief ebenso problemlos wie die folgenden und die Belastung für den Piloten blieb mit weniger als 5g erträglich. Nun stellte sich das zweite Problem – die Landung ohne Landebahn. Die Entwickler testeten verschiedene Möglichkeiten, die Landerollstrecke zu verringern. Dabei wurde die von Flugzeugträgern bekannte Methode verwendet: Quer zur Landebahn gespannte Seile verfingen sich am Hauptfahrwerk. Die Landung war damit auf Strecken von 400 m Länge möglich. Da die Länge der Landebahn nicht noch weiter verringert werden konnte und auch der taktische Wert im Vergleich zum technischen Aufwand fraglich blieb, wurde das Projekt eingestellt.

## Export

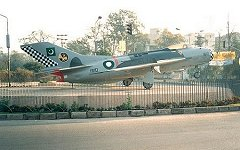
J-6 der pakistanischen Streitkräfte

Die MiG-19 stellte auch einen begrenzten kommerziellen Erfolg für die Sowjetunion dar. Bei den Warschauer Vertragsstaaten wurde der Typ mit wechselndem Erfolg eingesetzt. In der ČSSR nahm Avia eine Lizenzproduktion unter der Bezeichnung S-105 (S für Stíhač, Jäger) auf.
Die Luftstreitkräfte der DDR erhielten 1959 24 Flugzeuge der Versionen MiG-19S und PM aus von der Roten Armee beim Hersteller nicht mehr abgenommenen Beständen. Diese verzichtete auf diese damals störanfälligen Flugzeuge nicht zuletzt unter dem Hinblick auf die beginnende Umrüstung auf die wesentlich leistungsfähigere MiG-21F. Die MiG-19 wurden nur beim JG-3 in Dienst gestellt, aber selbst dieses wurde nicht komplett auf die MiG-19 umgerüstet. Zwölf MiG-19S kamen in der ersten Staffel des JG-3 zum Einsatz, zwölf MiG-19PM in der zweiten Staffel. Die dritte Staffel behielt ihre MiG-17F und wurde drei Jahre später auf die MiG-21F-13 umgerüstet. Das JG-8 wurde zwar ebenfalls auf den Einsatz der MiG-19 vorbereitet und das Personal dahingehend geschult, erhielt aber keine MiG-19 und wurde zeitnah auf die modernere MiG-21F-13 umgeschult.
Beim JG-3 gingen neun MiG-19 durch Unfälle verloren, die nicht selten auf Pilotenfehler, aber auch auf technische Ursachen wie Triebwerksbrände und Hydraulikausfälle zurückzuführen waren. Darunter befanden sich auch zwei MiG-19S, die 1968 noch vor der geplanten Kunstflugvorführung aus Anlass der Eröffnung der 5. Weltmeisterschaften im Motorkunstflug in Magdeburg verloren gingen. Beide Maschinen erhielten vorher einen auffälligen Anstrich mit roten Kontrastflächen, gingen aber bei Übungsflügen im Tiefflug durch Pilotenfehler bzw. Triebwerksausfall verloren, einer der Piloten verlor dabei sein Leben. Die restlichen MiG-19 wurden schon 1969 ausgesondert und durch MiG-21F-13 ersetzt. Im Flieger-Slang der NVA-Luftstreitkräfte wurde das Kampfflugzeug wegen der zahlreichen Lufthutzen am Rumpf „Warzenschwein“ genannt. Eine in Deutschland erhaltene MiG-19PM des JG-3 (taktische Nummer 335, Werksnummer 65929) kann im Luftfahrttechnischen Museum Rothenburg am Flugplatz Rothenburg/Görlitz besichtigt werden.
Generell waren die MiG-19 bei fast allen Betreibern nur kurzzeitig und in geringer Stückzahl im Einsatz. Die Gründe dafür waren ihre Unzuverlässigkeit und auch, weil mit der MiG-21 ein deutlich leistungsfähigerer Nachfolger schon recht früh zur Verfügung stand.
China nahm die Lizenzproduktion der MiG-19 bereits 1958 auf und entwickelte den Typ als Shenyang J-6 über fast 30 Jahre hinweg weiter. Im Zuge dieser Weiterentwicklung wurde nicht nur das Brandrisiko beseitigt und das volle Potential der Konstruktion ausgeschöpft, die in der Sowjetunion auf Grund der frühzeitigen Verfügbarkeit des Nachfolgers Mig-21 aufgegeben wurde. Die Produktion endete 1986. Daneben leitete China daraus mit dem Jagdbomber Nanchang Q-5 eine stark modifizierte Version ab, deren Produktion 2012 auslief.

## Kampfeinsätze
Am 1. Juli 1960 wurde ein USAF-Aufklärungsflugzeug vom Typ RB-47H (S/N 53-4281) der 343th Strategic Reconnaissance Squadron, 55th Strategic Reconnaissance Wing über der Barentssee von einer sowjetischen MiG-19 (Pilot: Wassili Poljakow) der 206. Luftdivision abgeschossen. Von den sechs Besatzungsmitgliedern überlebten nur zwei.
Am 10. März 1964 wurde ein US-Aufklärer RB-66 der 19th Tactical Reconnaissance Squadron, der – angeblich aufgrund eines Navigationsfehlers – in den Luftraum der DDR eingedrungen war, während in der Nähe ein Großmanöver der GSSD stattfand, von je einer MiG-19 des 33. Jagdfliegerregiments (Pilot Fjodor Sinowjew) und des 35. Jagdfliegerregiments (Pilot Witali Iwannikow) bei Gardelegen abgeschossen. Die Besatzung konnte sich mit dem Fallschirm retten und wurde noch im gleichen Monat an die US-Behörden überstellt.
Besonders erfolgreich war die MiG-19 im Vietnamkrieg gegen die schwerfälligen F-105 der US Air Force und in der Funktion als Jagdbomber. Nordvietnam rüstete ab 1969 das 925. Jagdfliegerregiment mit insgesamt 44 chinesischen J-6 aus, die ab 1972 in die Kämpfe eingriffen. Die Teilstreitkräfte der USA beanspruchten insgesamt 10 abgeschossene J-6 bei 7 Luftsiegen der J-6, während nach vietnamesischen Angaben diese bei 5 eigenen Verlusten insgesamt 13 gegnerische Flugzeuge und Hubschrauber abschossen. Da die Luftkämpfe in Vietnam nicht wie von Ost und West angenommen bei Überschall in der Stratosphäre mit Raketen ausgetragen wurden, sondern zumeist unterhalb 2000 m im Kurvenkampf, konnte die Mig-19 ihre starke Kanonenbewaffnung und ihre sehr gute Manövrierbarkeit einsetzen. Die schweren US-Flugzeuge hatten zudem meist gar keine Kanonen mehr und unterhalb 2000 m verloren ihre Raketen vor dem Erdschatten die Ziele. Es muss aber auch berücksichtigt werden, dass Nordvietnam nur wenige Flugzeuge besaß, so dass die amerikanischen Piloten kaum Ziele fanden, wohingegen die vietnamesische Einsatzleitung häufig dutzende Ziele vorfand und ihre Jäger an die aussichtsreichsten heranleiten konnte.

## Versionen

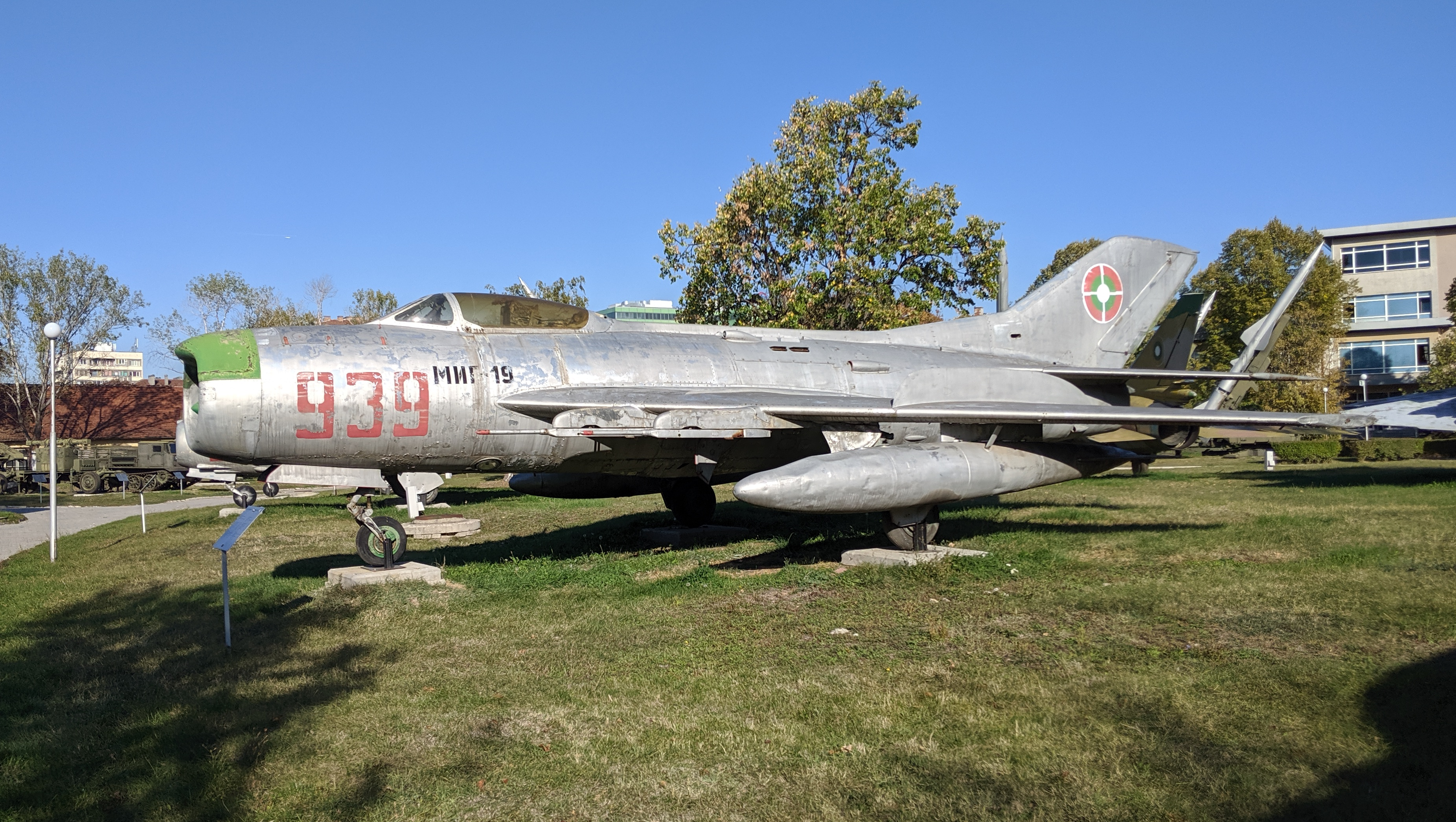
MiG-19PM, Militärhistorisches Museum Sofia

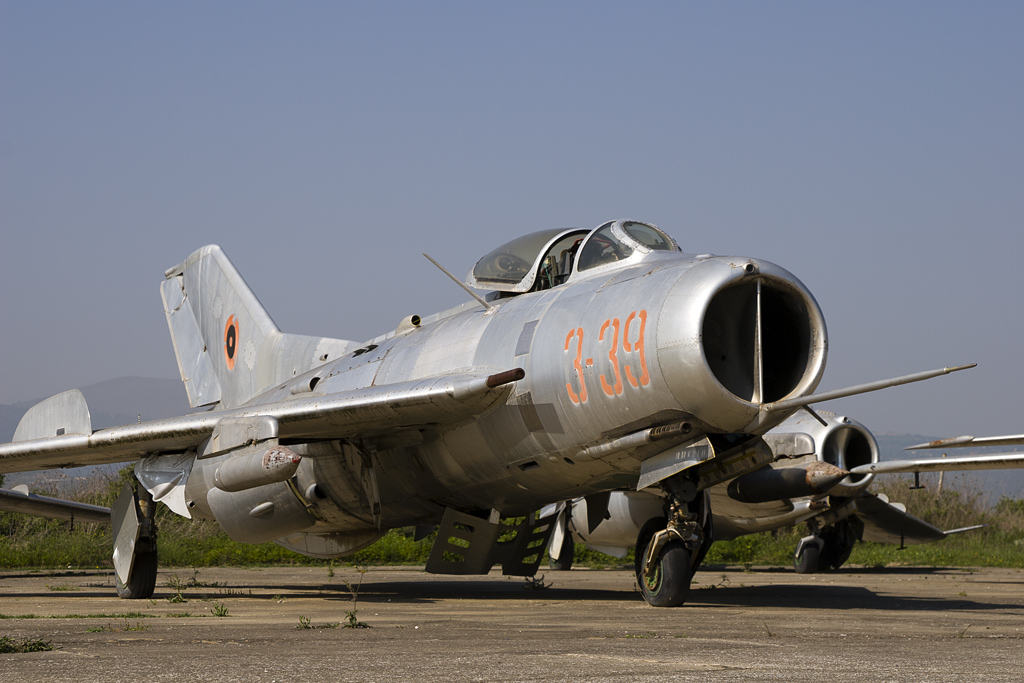
F-6, die chinesische Exportversion der J-6

- MiG-19 (Farmer-A):
Erste, aus dem Prototyp SM-9 (Erstflug 5. Januar 1954) entwickelte Serienversion als Frontjäger. Ab 1955 ausgeliefert.

- MiG-19P (Farmer-B):
Erste Serienversion als Allwetterjäger mit Isumrud-Funkmessgerät, die wegen einiger durch Stabilitätsprobleme verursachte Flugunfälle bald wieder ausgemustert wurde.

- MiG-19S bzw. MiG-19SF (Farmer-C):
Erste in größeren Stückzahlen ausgelieferte Versionen, die zur Beseitigung der Stabilitätsprobleme mit Pendelleitwerk ausgestattet waren (S steht für Stabilisator).

- MiG-19SW:
Jagdbomberausführung mit 37-mm-Kanonen und mehr Abwurfmunition.

- MiG-19R:
Aufklärungsversion. Um Platz für die Kameraausrüstung zu schaffen, war die dritte Kanone im Bug ausgebaut worden; zusätzlich wurden Kamerafenster im Rumpf installiert. In Unterflügel-Außenbehältern konnte zusätzliche Fotoausrüstung mitgeführt werden.

- MiG-19PF (Farmer-D):
Verbesserte Allwetter-Jagdversion der MiG-19P. Sie besaß keinerlei Kanonenbewaffnung mehr und war mit gelenkten und ungelenkten Raketen ausgerüstet.

- MiG-19PM (Farmer-E):
Verbesserte MiG-19PF von 1957 mit besserer Raketenbewaffnung und Funkmessvisier.

- MiG-19PN:
Letzte Allwetter-Jagdversion, nur in geringer Stückzahl gebaut.

- LIM-7:
Bezeichnung für die nach Polen gelieferten und dort eingesetzten MiG-19.

- S-105:
Bezeichnung für die in die ČSSR gelieferten und dort eingesetzten MiG-19

- Shenyang J-6:
Chinesisches Lizenzmodell der MiG-19S/SF.

- Shenyang J-6A:
Chinesisches Lizenzmodell der MiG-19PF.

- Shenyang J-6B:
Chinesisches Lizenzmodell der MiG-19PM (J-6Yi).

- Shenyang J-6C:
Verbesserte Version der J-6.

- Shenyang J-6X:
Mit einer verbesserten AI-Radaranlage ausgestattete J-6A.

- Shenyang JJ-6:
Mit zwei Tandemsitzen ausgestattetes Schulflugzeug.

- Shenyang JZ-6:
Jagdaufklärer.

- NAMC Q-5 Fantan
Jagdbomber/Angriffsflugzeug aus der MiG-19S/Shenjang J-6C entwickelte Flugzeugfamilie.

## Militärische Nutzer
- Ägypten
- Afghanistan: 36 ab 1964
- Albanien: 85 Shenyang J-6
- Bangladesch
- Bulgarien: 1958 bis 1973
- Volksrepublik China: Chinesische Lizenzbauten und Weiterentwicklungen Shenjang J-6/JJ-6 (zweisitziger Trainer) sowie NAMC Q-5-Varianten,[17]
- Deutsche Demokratische Republik: 12 MiG-19S, 12 MiG-19PM, von 1959 bis 1969, 9 Verluste
- Kambodscha
- Kuba
- Indonesien: MiG-19S von 1961 bis 1970.
- Irak
- Mosambik
- Nordkorea: J-6 (Luftstreitkräfte)
- Pakistan: 253 F-6C (J-6C), 55 FT-6 (JJ-6), 5 MiG-19S und 55 A-5C (Q-5III) von 1965 bis 2012
- Polen: 22 MiG-19P und 14 MiG-19PM von 1957 bis 1974
- Rumänien: 17 MiG-19P + 10 MiG-19PM ab 1958 bis 1972
- Sambia
- Somalia
- Sowjetunion
- Sudan
- Syrien
- Tschechoslowakei: MiG-19S/P/PM und in Lizenz gefertigte S-105
- Tansania
- Ungarn
- Vietnam

## Technische Daten
| Kenngröße               | Daten der MiG-19S                                                | Daten der MiG-19PM                                               |
| ----------------------- | ---------------------------------------------------------------- | ---------------------------------------------------------------- |
| Besatzung               | 1                                                                | 1                                                                |
| Länge                   | 14,80 m                                                          | 13,03 m                                                          |
| Spannweite              | 9,00 m                                                           | 9,00 m                                                           |
| Höhe                    | 3,88 m                                                           | 3,80 m                                                           |
| Flügelfläche            | 25,16 m²                                                         | 25,16 m²                                                         |
| Flügelstreckung         | 3,2                                                              | 3,2                                                              |
| Leermasse               | 5.172 kg                                                         | 5.200 kg                                                         |
| Startmasse              | - normal: 7.560 kg - maximal: 8.662 kg                           | - normal: 7.600 kg - maximal: 9.100 kg                           |
| Höchstgeschwindigkeit   | 1.454 km/h (in 10.000 m Höhe)                                    | 1.445 km/h (in 10.000 m Höhe)                                    |
| Marschgeschwindigkeit   | 950 km/h                                                         | 950 km/h                                                         |
| Landegeschwindigkeit    | 235 km/h                                                         | 235 km/h                                                         |
| Steiggeschwindigkeit    | 115 m/s                                                          | 105 m/s                                                          |
| Dienstgipfelhöhe        | 18.700 m                                                         | 16.800 m                                                         |

Dreiseitenriss

| Reichweite              | - normal: 1.380 km - max. 2.000 km (mit Zusatzbehälter)          | - max. 1.910 km (mit Zusatzbehälter)                             |
| Flugdauer               | 2:38 h                                                           | 2:30 h                                                           |
| Start-/Landerollstrecke | 500 m / 690 m                                                    | 900 m / 890 m                                                    |
| Triebwerk               | zwei Strahltriebwerke TL Tumanski RD-9B                          | zwei Strahltriebwerke TL Tumanski RD-9B                          |
| Schubkraft              | - mit Nachbrenner: 2 × 31,74 kN - ohne Nachbrenner: 2 × 25,02 kN | - mit Nachbrenner: 2 × 31,74 kN - ohne Nachbrenner: 2 × 25,02 kN |

## Bewaffnung
Festinstallierte Rohrwaffen
- 2 × 23-mm-Maschinenkanonen Nudelman-Richter NR-23 mit je 100 Schuss Munition (nur SM-2)
- 1 × 37-mm-Maschinenkanone Nudelman N-37D (nur SM-1/2)
- 2 × 30-mm-Maschinenkanonen Nudelman-Richter NR-30 mit je 50–70 Schuss Munition (ab MiG-19P)
- 3 × 30-mm-Maschinenkanonen Nudelman-Richter NR-30 mit je 50–70 Schuss Munition (ab MiG-19S)

Waffenzuladung von 2.000 kg an zwei Außenlaststationen
Luft-Luft-Lenkflugkörper
- 4 × Startschienen APU-4 für je eine Gruschin RS-2U (AA-1 „Alkali“ bzw. Kaliningrad K-5MS) – radargesteuert für Mittelstrecken (ab MiG-19PM)
- 4 × Startschienen APU-4 für je eine Gruschin RP-2U (AA-1 „Alkali“ bzw. Kaliningrad K-5MS) – radargesteuert für Mittelstrecken (ab MiG-19PM)
- 4 × Startschienen APU-4 für je eine Gruschin RS-2US (AA-1 „Alkali“ bzw. Kaliningrad K-5M) – radargesteuert für Mittelstrecken (ab MiG-19PM)
- 2 × Startschienen APU-3S für je eine Wympel K-13R (R-3 oder AA-2 „Atoll“) – infrarotgesteuert für Kurzstrecken (ab MiG-19PT)

Ungelenkte Raketen
- 2 × Raketen-Rohrstartbehälter ORD-57K(5V) (je 8 × ungelenkte S-5-Luft-Boden-Raketen; Kaliber 57 mm)
- 4 × APU-5M-Startschiene mit je einer ungelenkten Luft-Boden-Rakete ARS-160 „Pika“; Kaliber 160 mm ab MiG-19PM
- 4 × Raketen-Rohrstartbehälter ORO-212K (je 1 × ungelenkte ARS-212(S-1)-Luft-Boden-Rakete; Kaliber 212 mm) ab MiG-19PM[18]

Freifallbomben
- 2 × FAB-250 (250-kg-Freifallbombe)
- 2 × FAB-100 (100-kg-Freifallbombe)
- 2 × FAB-50 (50-kg-Freifallbombe)

Externe Behälter
- abwerfbarer Zusatztank mit 760 Liter Kerosin